# Piotr Brevis
Piotr zwany Brevis (ur. ?, zm. 1254 przed 8 maja) – polski duchowny rzymskokatolicki, biskup płocki.

## Życiorys
Był synem duchownego. Na zagranicznych studiach uzyskał tytuł magistra, po czym powrócił do kraju. Był kanonikiem płockim i włocławskim. Przy poparciu księcia Konrada I mazowieckiego najpóźniej w 1232 został kustoszem płockim. W 1235 w imieniu Konrada I negocjował zwrot grodu dobrzyńskiego i przynależących do niego posiadłości z krzyżakami. Później został prepozytem kapituły włocławskiej. Najprawdopodobniej kierował pracami kancelarii kujawskiej.
W 1244 kapituła płocka, za aprobatą książąt Konrada I i Bolesława I, wybrała Piotra Brevisa biskupem płockim. 26 stycznia 1245 papież Innocenty IV prekonizował go na to stanowisko, udzielając mu wcześniej dyspensy m.in. z powodu pochodzenia.
Najprawdopodobniej Piotr odprawił pogrzeb Konrada I. Podejmował starania o odbudowę zniszczonych dóbr diecezji i powiększenie jej dochodów. W czerwcu 1248 uzyskał u Innocentego IV bullę w obronie poddanych biskupa płockiego przed uciskami władzy książęcej.
Zmarł w 1254 roku przed 8 maja.